# .lc
.lc es el dominio de nivel superior geográfico (ccTLD) para Santa Lucía.